# Szilvásvárad
Szilvásvárad là một thị trấn thuộc hạt Heves, Hungary. Thị trấn này có diện tích 37,82 km², dân số năm 2010 là 1719 người, mật độ 45 người/km².